# NGC 3957
NGC 3957 é uma galáxia espiral (S0-a) localizada na direcção da constelação de Crater. Possui uma declinação de -19° 34' 08" e uma ascensão recta de 11 horas, 54 minutos e 01,5 segundos.
A galáxia NGC 3957 foi descoberta em 7 de Fevereiro de 1785 por William Herschel.